# Liste der Kulturgüter in Vulliens
Die Liste der Kulturgüter in Vulliens enthält alle Objekte in der Gemeinde Vulliens im Kanton Waadt, die gemäss der Haager Konvention zum Schutz von Kulturgut bei bewaffneten Konflikten, dem Bundesgesetz vom 20. Juni 2014 über den Schutz der Kulturgüter bei bewaffneten Konflikten sowie der Verordnung vom 29. Oktober 2014 über den Schutz der Kulturgüter bei bewaffneten Konflikten unter Schutz stehen.
Objekte der Kategorie B sind vollständig in der Liste enthalten, Objekte der Kategorie A sind auf Gemeindegebiet nicht ausgewiesen, Objekte der Kategorie C fehlen zurzeit (Stand: 13. Oktober 2021).

## Kulturgüter
| Foto |                                                                           | Objekt                                                         | Kat. | Typ | Standort                           | Beschreibung                                                           |
| ---- | ------------------------------------------------------------------------- | -------------------------------------------------------------- | ---- | --- | ---------------------------------- | ---------------------------------------------------------------------- |
| ja   | Datei hochladen · Wikidata zu Alte Brücke über die Bressonnaz (Q29891270) | Brücke über der Carrouge / Pont sur la Carrouge KGS-Nr.: 17459 | B    | G   | Bressonnaz-Dessous 550403 / 166807 | Objekt liegt hälftig auf dem Gemeindegebiet von Moudon (KGS-Nr. 6322). |